# Gustaf Fredrik von Rosen (1688–1769)
För andra betydelser, se Gustaf Fredrik von Rosen.
Gustaf Fredrik von Rosen född 6 augusti 1688 i Reval, död 17 juni 1769, var en svensk greve , militär, politiker (Hattpartiet) och riksråd. Han var far till Fredrik Ulrik von Rosen.

## Karriär
Gustaf Fredrik von Rosen började sin militära bana 1705 som dragon vid Stenbocks dragonregemente och utnämndes till kornett efter slaget vid Grodno 1706. Han överflyttades därefter som löjtnant till Norra skånska regementet och blev 1711 ryttmästare vid Livregementet. Efter nederlaget vid Poltava följde han Karl XII till Bender och kämpade ännu en gång mot ryssarna under tatarkanens befäl. 
Efter freden mellan Turkiet och Ryssland fick han kungens tillåtelse att ingå i de Kiewska trupperna och kämpade så tappert i en fäktning mot en turkisk kår vid Prutströmmen, att kungen vid hans ankomst till Timurtasch 1714 genast utnämnde honom till generaladjutant. När kungen i november samma år bröt upp för att under namnet "kapten Carl Frisk" företa sin kända snabbritt till Stralsund, följde von Rosen honom som "kapten Johan Palm" till byn Kenin i Siebenbürgen, där han några timmar blev fördröjd för att sedan följa konungen utan uppehåll "i hamn och häl efter". 
Kort efter ankomsten till Stralsund räddade han kungens liv vid ett anfall mot preussarna vid Usedom genom att ge honom sin häst. Efter drabbningen vid Stresov utnämndes han till överste och följde han kung Karl på den äventyrliga överfarten från Stralsund till Sverige och följde honom vid 1716 års anfall mot Norge, då han ännu en gång lär ha räddat kungen ur livsfara. 1716 skickades han av kungen till Karlskrona för att befordra flottans utrustning och utnämndes året därpå till vice direktör vid amiralitetet, överste för artillerivolontärregementet (Volontärregementet) samt överkommendant på fästningarna i Karlskrona och Karlshamn. Sedan han 1719 blivit expektansöverste vid Dalregementet, befordrades han 1722 till generalmajor och blev två år senare naturaliserad svensk adelsman samt 1728 överste och chef for Västmanlands regemente. 
Gustaf Fredrik von Rosen, som 1731 blivit friherre, förstod att vinna konung Fredriks gunst, men deltog även livligt i tidens politiska strävanden. Utpräglad anhängare av Hattpartiet, stödde han ivrigt, men kanske inte så talangfullt, de krigiska tendenserna inom partiet. På grund av sina insatser blev han, sedan Hattarna 1738 kommit till makten, medlem av rådet 1739. Då Rysslands truppsammandragningar vid finska gränsen 1747 väckte misstankar om fientliga avsikter, blev von Rosen, på grund av sina meriter från fälttågen med Karl XII, utsedd till generalguvernör över Finland och upphöjdes 1751 vid Adolf Fredriks kröning till greve.
Följande år lämnade han Finland och tog åter plats i rådet, men vid pommerska krigets utbrott 1757 åtog han sig, trots sina sjuttio år, enligt ständernas önskan högsta befälet över armén. Mellan december 1757 och juni 1758 gjorde han ett framgångsrikt försvar av Stralsund mot de preussiska trupperna. Dock måste han inom kort avgå på grund av skröplighet. Han fortsatte ändå att delta i rådets överläggningar ända till 1765, då han avsattes av det segrande Mösspartiet. Då Hattarna 1769 åter vann, erbjöds han att åter inträda i rådet, men på grund af sin höga ålder avböjde han.
I Svenska Akademiens handlingar, del 25 (1852), är hans "Minne" tecknat av Bernhard von Beskow med anledning av den minnespenning, som akademien 1850 lät prägla över honom.

### Familj
Han var son till Johan Didrikson von Rosen. von Rosen gifte sig första gången 24 juni 1718 i Karlskrona med grevinnan Sofia Lovisa Wachtmeister af Johannishus (1696–1729), dotter till generalguvernören Hans Wachtmeister af Johannishus och Sofia Lovisa von Ascheberg. von Rosen gifte sig andra gången 15 december 1729 på Djursholm med hovfröken Ebba Margareta Banér (1710–1731), dotter till generallöjtnanten Johan Banér och friherrinnan Ulrika Christina Vellingk. De fick tillsammans sonen riksrådet Fredrik Ulrik von Rosen (1731–1793). von Rosen gifte sig tredje gången 6 mars 1733 i Stockholm med grevinnan Teodora Beata Dücker (1712–1787), dotter till presidenten Carl Gustaf Dücker och furstinnan Teodora Zkosielska Oginska. De fick tillsammans barnen Hedvig Birgitta Teodora von Rosen (född 1734), Carl Johan von Rosen (1735–1737), Gustaf Vilhelm von Rosen (född 1736), Brita von Rosen (född 1737), Ulrik von Rosen (född 1740), Gustaf von Rosen (1741–1748), Beata von Rosen (1742–1805) som var gift med hovmarskalken Carl Falker, Adolf Ludiv von Rosen (född 1743) och Ulrika Christina von Rosen (född 1744).